# Український футуризм
Український футуризм — авангардний напрям в українській літературі та образотворчому мистецтві, що розвинувся на початку XX століття під впливом італійського футуризму.

## Історія

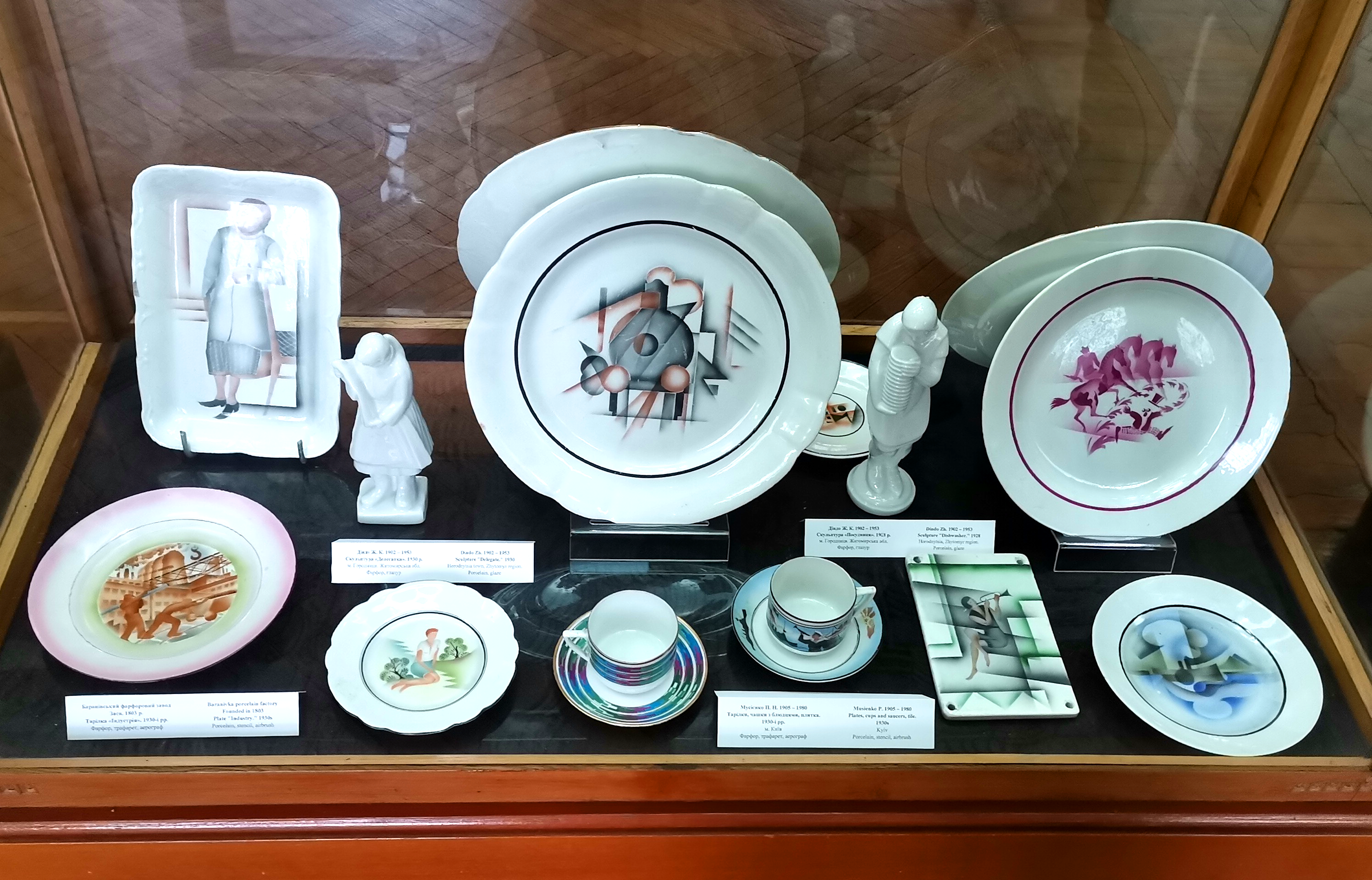
Кераміка 1930х з роботами Мусієнка Пантелеймона, Баранівського порцелянового заводу у музеї українського народного декоративного мистецтва

До Першої світової війни футуризм в індустріально відсталій Україні не мав сприятливого ґрунту. Перші спроби футуристичної поезії українською мовою зробив Василіск Гнєдов. Але вже 1914 лідер українського футуризму Михайль Семенко видав збірку поезій «Дерзання» і «Кверофутуризм»; за роки революції він видав ще 8 збірок. Активний організатор, він був засновником низки українських футуристичних угруповань і журналів: «Флямінґо» (1919 — 21), «Аспанфут» (1921 — 24) у Києві, а після переїзду до Харкова журнал «Нова генерація» (1928 — 30). Під тиском панівної комуністичної ідеології журнал змушений був стати бойовою трибуною «пролетарського мистецтва» й від деструкції перейти до пропаганди конструктивізму й супрематизму (низку статей надрукував у «Новій генерації» К. Малевич), а потім його зовсім заборонено. До «Нової генерації» належали, крім М. Семенка, поети Ґео Шкурупій, Олекса Влизько, М. Скуба тощо, теоретик О. Полторацький. Деякий час під впливом футуризму був Микола Бажан. Близько до футуризму стояв Валер'ян Поліщук, що на футуристичній основі намагався створити власний напрям «динамічного спіралізму». Футуристи не мали такої видатної позиції в українській літературі своєї доби, як символісти чи неокласики, проте вони активізували поезію новими темами й формами, а передусім експериментаторством. «Нова Генерація» пропагувала модерні західноєвропейські напрями (дадаїзм, сюрреалізм), що суперечило настановам офіційної критики, й журнал перестав існувати ще до загальної ліквідації літературних організацій 1932 року.
Крім згаданих, існували ще й менші локальні гуртки футуристів: у Харкові «Ком-Космос» (1921), в Одесі «Юголіф» (з участю місцевих російських футуристів), у Москві «СІМ» («Село і місто», 1925), що об'єднувало українських письменників у РРФСР. Органами футуризму в 1920-их роках були ще «Семафор у майбутнє», «Катафалк искусства» (російською мовою) і «Гольфштром».
У мистецтві, крім О. Архипенка, який від 1906 перебував поза Україною і був ближчий до конструктивізму, ніж до футуризму, до цього останнього належали Д. Бурлюк, О. Екстер, О. Богомазов, почасти А. Петрицький, брат М. Семенка Василь, В. Єрмилов, К. Малевич, Є. Прибильська, Євген Сагайдачний, О. Сорохтей, графік П. Ковжун, члени українського футуристичного гуртка в Києві і група митців з кола «Нової Генерації».
В 1930-х роках основні учасники футуристичного руху були репресовані.
Наприкінці 1990-х на базі житомирської прозової школи було створено постфутуристичну групу «Неабищо». Першими креативними людьми цієї гільдії були: Олег Левченко та Ромцьо Здорик. Групою було видано збірку «Останній зошит постфутуризму», в якій описано, що таке постфутуризм. Олег Левченко видав кілька збірок, які позначені ідеєю експериментаторства, зокрема збірка «Травмована кров: Еніґматика 25-го кадру» видана спільно з авторкою Олезею Левків. В цій книжці 25 розділів, кожен з яких має 25 рядків-речень, кожне речення в 25 розділах має позначку — jpg, яке йде одне за одним у правій частині книги, а з лівої частини розміщені цитати сучасних авторів, зокрема Юрка Ґудзя; додані короткі філософські міркування у вигляді «Zбочень» та «Виsновків». Варто згадати, що у збірці Михайля Семенка також фігурує число 25, така кількість поезій у його футуристичній композиції «Кверофутуризм».
Постфутуристичні мотиви також перегукуються у поезії І. Стронґовського та Богдана-Олега Горобчука. Основними характеристиками творчості постфутуристів Б.-О. Горобчук відзначає такі як: гра, епатажність, боротьба проти старої культури, позадискурсивність. В рамках неоавангардного дискурсу можливо охарактеризувати літературну творчість представників житомирської прозової школи як постфутуристичну.

### Стадії розвитку
В розвиткові футуризму в Україні можна виділити такі стадії:
1. Кверофутуризм — пошуковий футуризм, коли обожнювалися рух, шукання, динаміка. Мистецтво йшло «по колу» — всі рівні, все однаково цінне.
2. Панфутуризм — смерть «старого» мистецтва, якому протиставлялося метамистецтво. У цей час Семенко практикує метод поезомалярства: єдність художнього слова й споглядального мистецтва. Найголовніше — бути сучасними. Поезію треба розкласти до букви, а образотворче мистецтво —до складників фарби.
3. Постфутуризм — напрям футуризму, який поєднується з іронією, сарказмом, стьобом. Головний задум — відповідь залишкам соцреалізму із його реальним змалюванням дійсності.